# João Francisco de Oliveira Bastos
João Francisco de Oliveira Bastos (Lisboa, 9 de março de 1806 — Angra do Heroísmo, 29 de janeiro de 1892) foi um político, jornalista e intelectual que se destacou no período da Guerra Civil Portuguesa.

## Biografia
João Francisco de Oliveira Bastos nasceu em Lisboa, tendo-se fixado em Angra em 1826, aos 20 anos de idade, como guarda-livros da casa do morgado Teotónio de Ornelas Bruges, depois 1.º visconde de Bruges e 1.º conde da Praia da Vitória, com cuja filha natural Maria Amélia de Ornelas Bruges (Angra, 1832 — Angra, 9 de abril de 1916) viria a casar a 18 de setembro de 1871. Teve importante papel nas lutas civis na ilha Terceira, tendo sido feito prisioneiro durante o bloqueio à Terceira, quando regressava de uma missão a Londres. Foi libertado em Lisboa aquando da entrada naquela cidade das forças liberais em 24 de julho de 1833. Integrou as forças liberais, combatendo até ao fim da Guerra Civil. Colaborou na imprensa e foi bibliotecário municipal.
Defensor dos ideais do liberalismo, tomou parte nas reuniões que se realizaram no solar de Teotónio de Ornelas, em Santa Luzia de Angra, tendo sido um dos conspiradores do movimento revolucionário de 1828, que estabeleceu a Carta Constitucional em Angra. Participou nas reuniões em que foi planeada a revolução de 22 de junho de 1828 e após a vitória dos revoltosos, foi enviado pela Junta Provisória que dela saiu a Inglaterra com despachos para Pedro de Sousa e Holstein, o duque de Palmela, que então se encontrava em Londres. Partiu da Terceira em outubro de 1828 a bordo do iate Santa Luzia.
Após se ter encontrado com a cúpula do movimento liberal que se encontrava em Londres, em fevereiro de 1829 partiu de Plymouth com destino à Terceira, mas encontrou a ilha sob bloqueio naval imposto por uma esquadra britânica, tendo sido forçado a regressar à Inglaterra. Quando alguns meses depois tornou a sair para regressar à ilha Terceira, foi feito prisioneiro pela fragata Pérola que integrava a esquadra miguelista que bloqueava a ilha em preparação do planeado desembarque na ilha. Foi transferido, acorrentado, e mandado preso para o porão da nau D. João VI que capitaneava a força naval de bloqueio.
Estava preso no porão da nau D. João VI durante a batalha da Praia, travada a 11 de agosto de 1829. Seguindo a nau para Lisboa, foi encerrado na Forte de São Julião da Barra, onde permaneceu até 24 de julho de 1833, em que uma divisão liberal entrou triunfante em Lisboa. Saindo da prisão foi bater-se valorosamente, até 1834, contra as forças miguelistas.
Guardou como relíquia de valor uma bala de fuzil disparada das fortalezas da Vila da Praia, que encontrara na tolda da nau. Da chaveta da corrente que o prendia a outro companheiro, mandou fazer um anel, que usou até falecer em 1892. Acabada a guerra, voltou para a Terceira, alistando-se no Batalhão de Caçadores Voluntários da Rainha, onde tinha o posto de capitão. Foi condecorado com a medalha n.º 7 da Medalha das Campanhas da Liberdade.
Foi um jornalista distinto, e o último presidente da Comissão Promotora de Auxílios aos Veteranos da Liberdade, aos quais prestou relevantes serviços. Quando em 1875 se estabeleceu a biblioteca municipal da Câmara Municipal de Angra do Heroísmo, foi nomeado seu bibliotecário, cargo que ocupou com proficiência até 1889.